# Natalia Ruiz Zelmanovitch

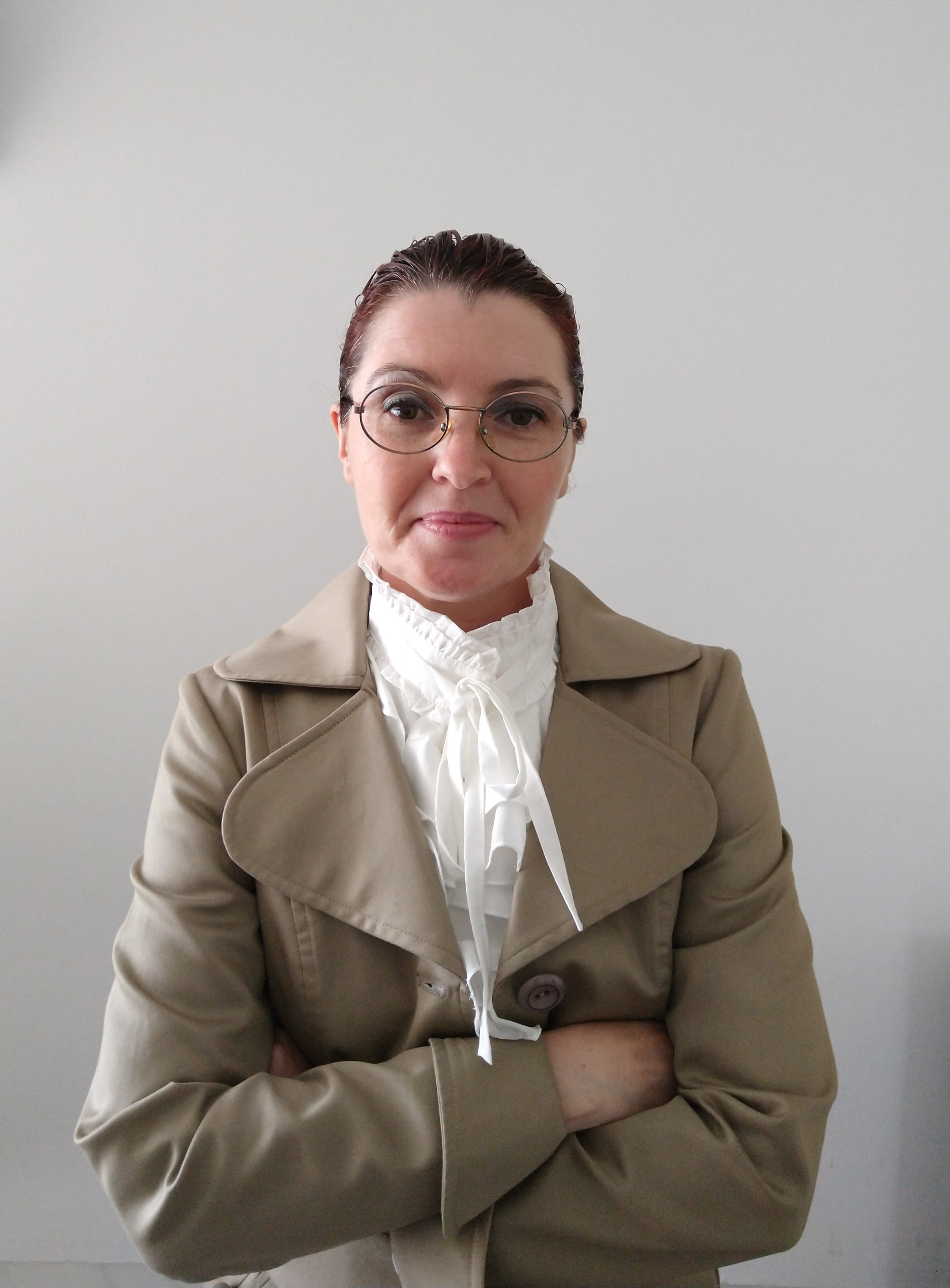
Natalia caracterizada durante un rodaje.

Natalia Ruiz Zelmanovitch (París, 1972) es una divulgadora y comunicadora de ciencia española.

## Trayectoria
Licenciada en Traducción e Interpretación por la Universidad de Granada, experta en Planificación y Gestión cultural y en Comunicación Social y Divulgación de la Ciencia, y tiene dos años de formación en Arte Dramático. En 1997, empezó a trabajar como comunicadora tanto en radio como en televisión. Su trayectoria como comunicadora y divulgadora de ciencia empezó en 2001, y se han desarrollado en el Instituto de Astrofísica de Canarias (IAC), el Centro de Astrobiología, CSIC-INTA, el Instituto de Ciencia de Materiales de Madrid (CSIC) y el Instituto de Física Fundamental (CSIC).
Ruiz es miembro de la ESO Science Outreach Network en España, de la Asociación Española de Comunicación Científica (AECC) y de Sociedad Española de Astronomía (SEA). Como divulgadora, ha colaborado en programas de radio como Galaxias y Centellas (Radio Autonómica de Canarias), El canto del grillo (RNE) y Carne Cruda Radio. Es parte de las plataformas de divulgación Naukas y Hablando de Ciencia. Ha elaborado y/o colaborado en varias piezas audiovisuales de divulgación científica, como El enigma Agustina y La inverosímil y trágica historia de Jocelyn Bell, ambas obras premiadas, o El diario secreto de Henrietta Leavitt, un videoblog creado por la unidad de divulgación del Instituto de Astrofísica de Andalucía (IAA) sobre la astrónoma Henrietta Leavitt.
Ha desarrollado y dado a conocer la astrocopla junto con su creador Manuel González García, género para divulgar ciencia a partir de la canción de copla.  El éxito de sus actuaciones les ha llevado a actuar en escenarios fuera de España, como en México.

## Reconocimientos
- 2020 - Ondas de radio, premios Nobel y hombrecillos verdes. La inverosímil y trágica historia de Jocelyn Bell. Primer premio de la modalidad "Puesta en escena" de Ciencia en Acción XXI.[15]
- 2019 - Premio Prismas a mejor proyecto singular al montaje de radio, cine y teatro de El enigma Agustina, del IAA-CSIC, junto con Manuel González, Emilio García,  Susana Escudero y Josemi Álvarez.[16]
- 2015 - Por su artículo Nanocosmos en la revista Astronomía, Mención de honor de los premios de Ciencia en Acción en la Modalidad Trabajos de Divulgación Científica. Medios de Comunicación”.[17]
- 2015 - Por su trabajo "Tengo canas en el c...", Primer Premio de "Puesta en Escena" en el certamen Ciencia en Acción.[18][19]
- 2012 -  Premio al mejor vídeo por La Antimateria: historia de una búsqueda en el III Concurso de Divulgación Científica del Centro Nacional de Física de Partículas, Astropartículas y Nuclear (CPAN).[20]
- 2011 - Accésit en la modalidad de Audiovisuales por La Materia Extraña: Un viaje por la física de Astropartículas. I Concurso de Divulgación Científica del Centro Nacional de Física de Partículas, Astropartículas y Nuclear (CPAN)

## Obra
- 2019 - Libro Galápagos (coautora). ISBN 978-84-949245-3-8.[21][22]
- 2018 - Protagonista de la película El enigma Agustina.[2]
- 2016 - Libro Disecciones (coautora). ISBN 978-84-944435-1-0.[23][24]